# Cyclophora stella
Cyclophora stella är en fjärilsart som beskrevs av Butler 1881. Cyclophora stella ingår i släktet Cyclophora och familjen mätare. Inga underarter finns listade i Catalogue of Life.